# Émile Decroix
Émile Decroix (Geluveld, 5 de marzo de 1904 - De Panne, 1 de abril de 1967) fue un ciclista belga, que fue profesional entre 1928 y 1939. Su principal victoria fue la Vuelta en Bélgica de 1936.

## Palmarés
- 1929
  - 1º en De Panne
  - 1º en Ieper
  - 1º en la París-Somain
- 1932
  - 1º en Eeklo
  - 1º en Ieper
  - 1º en la París-Dunkerque
- 1934
  - 1º en Micheroux
- 1935
  - 1º en la París-Limoges
  - 1º en Plogastel Saint-Germain
  - Vencedor de una etapa de Derby lleva Norte
- 1936
  - 1º en la Vuelta en Bélgica

### Resultados al Tour de Francia
- 1932. 43.º de la clasificación general
- 1933. 22º de la clasificación general

### Resultados al Giro de Italia
- 1932. 28º de la clasificación general
- 1934. ??